# みつい台
みつい台（みついだい）は、東京都八王子市にある地名。現行行政地名はみつい台一丁目およびみつい台二丁目。住居表示実施済み区域。郵便番号は192-0014（八王子郵便局管区）。

## 概要
八王子市北部に位置する。戸建て住宅が多く建ち並ぶ新興住宅地。

## 地理
町全体がみつい台団地で構成されている。西南が高く、北東が低い地形になっている。

## 歴史

### 沿革
- 1889年（明治22年）4月1日 - 町村制施行により、神奈川県南多摩郡の13村が合併し加住村が成立する。このうち谷野村と左入村はそれぞれ大字谷野と左入に改名。
- 1955年（昭和30年）4月1日 - 加住村が八王子市へ編入。
- 1956年（昭和31年）10月1日 - 旧加住村大字谷野・左入の区域がそれぞれ谷野町・左入町となる。
- 1970年代前半 - 谷野町と左入町において三井不動産販売によるみつい台団地造成・分譲。1975年より入居開始[6][7]。
- 1993年 （平成5年）1月31日 - 谷野町・左入町の一部を分割し、みつい台一丁目・二丁目に編入[8]。

## 世帯数と人口
2021年（令和3年）6月30日現在の世帯数と人口は以下の通りである。
| 町丁           | 世帯数    | 人口    |
| -------------- | --------- | ------- |
| みつい台一丁目 | 350世帯   | 777人   |
| みつい台二丁目 | 690世帯   | 1,551人 |
| 計             | 1,040世帯 | 2,328人 |

## 小・中学校の学区
市立小・中学校に通う場合、学区は以下の通りとなる。
| 丁目           | 番地                | 小学校                 | 中学校                 |
| -------------- | ------------------- | ---------------------- | ---------------------- |
| みつい台一丁目 | 全域                | 八王子市立清水小学校   | 八王子市立甲ノ原中学校 |
| みつい台二丁目 | 1～2、3-14～25、4～ | 八王子市立清水小学校   | 八王子市立甲ノ原中学校 |
| みつい台二丁目 | 3-1～13・26         | 八王子市立中野北小学校 | 八王子市立甲ノ原中学校 |

## 交通

### 道路
- 東京都道166号瑞穂あきる野八王子線（谷野街道）
- 東京都道169号淵上日野線（新滝山街道）
- 町内を地区計画によって整備された道路が走っている[10]。

### バス
- 西東京バス
  - (16号11)京王八王子駅〜八日町四丁目〜馬場谷戸〜みつい台
  - (16号04)京王八王子駅〜八日町四丁目〜馬場谷戸〜みつい台〜谷野町〜純心女子学園〜戸吹
  - (い11)京王八王子駅〜いちょうホール〜馬場谷戸〜みつい台

## 施設
- 左入町駐在所
- 団地内の公園・緑地は以下の通り[10]
  - 左入公園
  - 弥生公園
  - 谷野東公園
  - 谷野西公園
  - 谷野南公園
  - 谷野北公園
  - みつい台緑地